# دیوید بارنز (بازیکن فوتبال)
دیوید بارنز (انگلیسی: David Barnes؛ زادهٔ ۱۶ نوامبر ۱۹۶۱) بازیکن فوتبال اهل بریتانیا است.
از باشگاه‌هایی که در آن بازی کرده‌است می‌توان به باشگاه فوتبال کولچستر یونایتد، باشگاه فوتبال شفیلد یونایتد، باشگاه فوتبال ولورهمپتون واندررز، باشگاه فوتبال ایپسویچ تاون، باشگاه فوتبال کاونتری سیتی، و باشگاه فوتبال واتفورد اشاره کرد.
وی همچنین در تیم ملی فوتبال زیر ۱۹ سال انگلستان بازی کرده‌است.